# Clematis chrysocarpa
Clematis chrysocarpa là một loài thực vật có hoa trong họ Mao lương. Loài này được Welw. ex Oliv. mô tả khoa học đầu tiên năm 1868.